# Havrîlivka, Novoaidar
Havrîlivka (în ucraineană Гаврилівка) este un sat în comuna Ceabanivka din raionul Novoaidar, regiunea Luhansk, Ucraina.

## Demografie
Componența lingvistică a localității Havrîlivka
     Ucraineană (86%)
     Rusă (13%)
Conform recensământului din 2001, majoritatea populației localității Havrîlivka era vorbitoare de ucraineană (86%), existând în minoritate și vorbitori de rusă (13%).